# Tuurnikatel
Tuurnikatel ist eine Bucht in der Landgemeinde Saaremaa im Kreis Saare auf der größten estnischen Insel Saaremaa. Sie wird von Sankunukk im Norden begrenzt. Sie liegt im Naturschutzgebiet Väikese väina hoiuala. 
In der Bucht liegt eine unbenannte Insel.
Die Bucht ist 1,1 Kilometer breit und schneidet sich 580 Meter tief ins Land ein.